# Maksym Berezowski

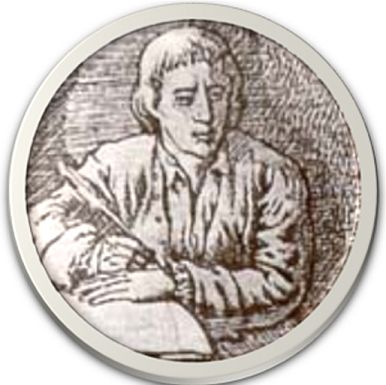

Maksim Sozontowicz Berezowski (ukr.: Максим Созонтович Березовський, ros.: Максим Созонтович Березовский, ur. 16 października?/27 października 1745 w Głuchowie, zm. 22 marca?/2 kwietnia 1777 w Petersburgu) – ukraiński kompozytor, skrzypek i śpiewak.
W latach 1765–1773 przebywał we Włoszech, gdzie studiował u Giovanni Martiniego. W 1771 został członkiem Akademii Bolońskiej. W 1774 wyjechał do Sankt Petersburga, gdzie pracował jako śpiewak nadworny i kapelmistrz. Tworzył opery do librett włoskich: Demofont (Il Demofonte) i Ifigenia; koncerty wokalne, sonaty, symfonie i muzykę cerkiewną.